# Эд I (герцог Бургундии)
Эд I Боррель (Рыжий) (фр. Eudes Borrel (le Roux), ок.1058 — 23 марта 1103, Тарсус, Киликия) — герцог Бургундии с 1079, 2-й сын принца Генриха Бургундского и Сибиллы Барселонской (гал.).

## Биография
В 1078 году Эд помог королю Франции Филиппу I в борьбе против Гуго I дю Пюизе. В 1079 году его старший брат Гуго I отрёкся от титула в пользу Эда и удалился в монастырь.
В 1087 году Эд отправился вместе с братьями Робертом и Генрихом в Испанию для участия в борьбе с маврами. Он там участвовал во взятии Толедо, но был разбит в Туделе (Наварра).
Жестокий и резкий, по свидетельству современников, Эд часто занимался разбоем, грабя проезжавших через его графство путников. Об одном таком случае сообщает Эдмер, биограф Ансельма Кентерберийского. По его свидетельству в 1097 году Эд пытался ограбить направлявшегося в Рим Ансельма.
В 1100 году Эд отправился в Палестину вместе с Этьеном де Блуа и Гуго I де Вермандуа, чтобы присоединиться к участникам Первого Крестового похода, но попал в руки мусульман. Эд умер в 1103 году в Тарсусе в Киликии (современная Турция). Похоронен Эд был в аббатстве Сито, капелле Св. Георга.

## Брак и дети
Жена: с 1080 года Сибилла (ок. 1065 — после 1103), дочь Гильома I Великого, графа Бургундии
- Элен (Элия) (1080—1142); 1-й муж: с 1095 Бертран Тулузский (ум.1112), граф Тулузы с 1105, граф Триполи с 1109; 2-й муж: с 1115 Гильом I Талвас (1095—1171), граф Понтье и Алансона
- Флорин (1083—1097); муж: Свен (ум.1097), принц датский. Как Флорин, так и Свен - персонажи исключительно легендарные, а не реальные.
- Гуго (Юг) II (1084—1143), герцог Бургундии с 1103
- Генрих (Анри) (1087—1131), монах в Сито